# 폐 색전증
폐 색전증(肺塞栓症, 영어: pulmonary embolism, PE)은 폐에 생기는 병이다. 폐동맥 색전증이라고도 한다.

## 정의
정맥에서 유래한 혈전이 폐동맥 혈관을 막아 폐가 기능을 잃는 상태. 폐경색증이 오면 매우 위험하다.

## 증상
- 전형적인 증상은 없다. 그러므로 의심하지 않으면 진단할 수 없다. 고위험 환자는 항상 염두에 두어야 한다.
- 가장 흔한 증상은 갑자기 발생한 설명하기 어려운 호흡곤란이다.

## 치료
- heparin 주사 : 80 U/kg IV---> 18 U/kg/hr PTT에 따라 조절

## 예후
- 사망률 : 17% 3개월간
- 혈역학 불안정 환자는 사망률이 50%

## 같이 보기
- 색전증
- 허파 경색증(lung infarction)